# نامكو × كابكوم
نامكو × كابكوم (بالإنجليزية: Namco × Capcom) ، هي لعبة فيديو إلكترونية أنتجها كل من كابكوم ونامكو سنة 2005 في اليابان، وهي لعبة من نوع تقمص الأدوار وتتعلق بشخصيات شركات اللعبة.

## تقيم لعبة
| استقبال                               |       |
| ------------------------------------- | ----- |
| درجة المراجعة نشرة نقاط فاميتسو 28/40 |       |
| درجة المراجعة                         |       |
| نشرة                                  | نقاط  |
| فاميتسو                               | 28/40 |

## مصدر
1. ↑  group="note">Pronounced as "Namco fictional crossover Capcom". The 'إشارة الضرب' symbol denotes that elements of the two universes are mixed together; this use is derived from the notation for hybrid.

## وصلة خارجية
- Official Namco × Capcom website